# Paracallisoma alberti
Paracallisoma alberti is een vlokreeftensoort uit de familie van de Scopelocheiridae. De wetenschappelijke naam van de soort is voor het eerst geldig gepubliceerd in 1903 door Chevreux.